# Magister
 Denne artikel omhandler overvejende eller alene danske forhold. Hjælp gerne med at gøre artiklen mere almen.
Magister er betegnelsen for en cand.mag. eller cand.scient. - en person, der har taget en kandidatuddannelse på universitetet inden for humaniora eller naturvidenskab - på samme måde, som ordet læge betegner en cand.med., ordet jurist betegner en cand.jur., og ordet psykolog betegner en cand.psych./cand.pæd.psych.  Dette er årsagen til navnene på Dansk Magisterforening og Magistrenes A-kasse.
Historisk var en magister oprindeligt en person, der havde taget en magistergrad fra Det Filosofiske Fakultet . Indtil 1824 var magistergraden den højeste akademiske grad under Det Filosofiske Fakultet (nuværende Det Humanistiske Fakultet ved Københavns Universitet) og kaldtes også den filosofiske magistergrad (på latin artium liberalium magister). Den fungerede på samme måde som en doktorgrad ved de øvrige fakulteter, og der skulle således også skrives en disputats, som skulle forsvares ved disputation, for at man kunne erhverve graden. I 1824 blev den filosofiske doktorgrad indført, og det førte efterhånden til, at magistergraden blev afskaffet i 1854. Det blev samtidig bestemt, at de, der havde taget graden førhen, nu skulle kaldes dr.phil.
Perioden 1775-1787 bød på et lille mellemspil i magistergradens historie, da man i 1775 indførte den filologiske magistergrad, og man derfor i denne periode kun undtagelsesvist uddelte den filosofiske magistergrad og da nærmest som en æresbevisning. Den filologiske magistergrad var forudsætningen for skoleembeder, og den blev erhvervet ved, at kandidaten – efter bestået examen philologicum med godt resultat – i dekanens hus skulle forfatte en afhandling om et emne givet af dekanen med et godt latinsk leksikon som eneste tilladte hjælpemiddel. Ved universitetsfundatsen af 1788 blev den filologiske magistergrad afskaffet og den filosofiske magistergrad fik sin gamle rolle tilbage.
I det svenske uddannelsessystem findes der stadigvæk en eksamensgrad, midt imellem en dansk bachelor- og kandidateksamen, der kaldes for magister.